# Xã West Newman, Quận Nance, Nebraska
Xã West Newman (tiếng Anh: West Newman Township) là một xã thuộc quận Nance, tiểu bang Nebraska, Hoa Kỳ. Năm 2010, dân số của xã này là 66 người.